# Weerapol Cottham
Weerapol Cottham – tajski zapaśnik walczący w stylu wolnym.
Dziesiąty na mistrzostwach Azji w 2008 i trzynasty w 2007. Brązowy medalista igrzysk Azji Południowo-Wschodniej w 2007. Zajął siódme miejsce na igrzyskach azjatyckich w 1998 roku.